# Артемон Лаодикийский
Арте́мон Лаодики́йский, пресвитер (греч. Ἀρτέμων τῆς Λαοδικείας); умер около 305 года, по некоторым данным — в преклонном возрасте) — христианский священник, почитается как священномученик. Память в православной церкви — 13 апреля по юлианскому стилю. Был священником в Лаодикее, ему в престарелом возрасте была отсечена голова.